# Кавур (авианосец)
Кавур (итал. Cavour (550)) — авианосец ВМС Италии, флагман итальянского флота. Назван в честь итальянского государственного деятеля графа Камилло Бензо ди Кавура.
Авианосец заложен 17 июля 2001 года, спущен на воду 20 июля 2004 года, официально передан ВМС 27 марта 2007 года. Введён в состав боеготовых сил с 10 июня 2009 года.

## Оборудование
Радиоэлектронное оснащение включает: многофункциональную радиолокационную станцию (РЛС) с фазированной антенной решёткой AMS/Selex EMPAR, трёхкоординатную РЛС обнаружения воздушных целей дальнего радиуса действия, РЛС обнаружения воздушных и надводных целей ближнего и среднего радиуса действия, две РЛС управления огнём 76-мм артиллерийских установок, РЛС управления авиацией, навигационную РЛС, гидроакустическую станцию для обеспечения плавания и обнаружения мин, инфракрасную систему освещения обстановки, инфракрасную систему кругового обзора, систему инструментальной посадки летательных аппаратов на палубу.
Имеется две пусковые установки помех и две системы противоторпедной защиты SLAT.
Ангар для авиатехники размерами 134х21х7,2 м. Для подъёма на лётную палубу имеется шесть подъёмников: два для летательных аппаратов (грузоподъёмностью 30 т), два для боеприпасов (грузоподъёмностью 15 т) и два служебных (грузоподъёмностью 7 т).

## Десантовместимость
Помимо самолётов и вертолётов, может перевозить десант в количестве 415 чел., до 100 единиц колёсной техники, или 24 основных боевых танка, или 50 тяжёлых боевых бронированных машин.

## Галерея
- «Кавур» в Италии
- «Кавур» в Специи, май 2007
- Радиоэлектронное оборудование «Кавура» (Специя, май 2007)
- Обзорная РЛС «Кавура»
- РЛС EMPAR на борту «Кавура»